# Aricidea longobranchiata
Aricidea longobranchiata är en ringmaskart. Aricidea longobranchiata ingår i släktet Aricidea och familjen Paraonidae. Inga underarter finns listade i Catalogue of Life.